# Bob Benny
Bob Benny (geboortenaam Emilius Wagemans, Sint-Niklaas, 28 mei 1926 – Beveren, 29 maart 2011) was een Vlaams zanger en musicalster. Hij is vooral bekend van zijn hits Waar en Wanneer,  Hou toch van mij en September, gouden roos.

## Biografie
Bob Benny begon zijn carrière als zanger vlak na de Tweede Wereldoorlog. Hij trad toen op in een café aan de Grote Markt in Sint-Niklaas. In 1951 deed Benny auditie bij het NIR en mocht vervolgens optreden in het radioprogramma De Antenne Zingt. In die tijd nam hij ook zijn eerste plaat op: Mijn hart spreekt tot u. In 1957 scoorde hij zijn eerste grote hit met Cindy oh Cindy. Zijn artiestennaam koos Bob Benny toen hij nog bij het Metro Club Orkest zong. De leider van dat orkest heette Robert en daar leidde hij de naam Bob van af. Deze speelde klarinet in de stijl van Benny Goodman, dus koos hij Benny als zijn achternaam.
In februari 1959 nam Bob Benny deel aan de voorrondes voor het Eurovisiesongfestival. In de finale won hij van zangeres Jo Leemans. Zodoende mocht hij België vertegenwoordigen op het Eurovisiesongfestival van 1959 in Cannes. Daar werd hij gedeeld zesde met zijn liedje Hou toch van mij. Lange tijd was dat de hoogst behaalde positie voor een Vlaamse inzending bij het Eurovisiesongfestival. In de Vlaamse hitlijst haalde het nummer de vierde plaats. Twee jaar later won Bob Benny weer de voorronde voor het songfestival, met het liedje September, gouden roos. Op het Eurovisiesongfestival van 1961 werd hij gedeeld vijftiende en laatste, met slechts één punt van Luxemburg. Deze lage notering is wellicht ook deels te wijten aan de impopulariteit van België in die tijd vanwege de omstreden Congo-politiek. In 1963 scoorde Bob Benny zijn grootste hit met Waar en wanneer, een Nederlandstalige bewerking van Als Flotter Geist, gecomponeerd door Johann Strauß. Het nummer bereikte de derde plaats in de Vlaamse hitparade en zelfs in Nederland werd het een klein hitje. Het leverde hem een gouden plaat op.
Mede door zijn bekendheid van het songfestival kreeg hij optredens in verschillende Europese landen. Hij trad ook zes jaar lang op in Berlijn in de musical Mein Freund Bunburry en de operette Maske in Blau. In Vlaanderen zelf speelde hij een rol in My Fair Lady. Daarnaast heeft hij ook op cruiseschepen gewerkt. Tot en met 2000 heeft Bob Benny in musicals gespeeld. In Vlaanderen is zijn bekendste rol die van Doolittle in My Fair Lady. In 2001 werd de inmiddels 75-jarige artiest getroffen door een beroerte. Tevens maakte hij dat jaar bekend dat hij homoseksueel is.
Door zijn lange verblijf in het ziekenhuis naar aanleiding van zijn beroerte, kwam Bob Benny in financiële problemen. Op 23 april 2003 werd daarom in Antwerpen een benefietconcert voor hem georganiseerd, zodat hij zijn ziekenhuiskosten kon betalen. Het concert stond in het teken van componist Richard Rodgers. Het werd gepresenteerd door Jo de Poorter en er werden nummers van Rodgers gezongen door bekende Vlaamse musicalsterren.
In 2002 werd hij opgenomen in de Radio 2 Eregalerij voor een leven vol muziek.
De laatste jaren van zijn leven woonde hij in het Woonzorgcentrum Ter Wilgen. Op 29 maart 2011 rond 5u45 in de ochtend stierf hij op 84-jarige leeftijd in het Nikolaas-ziekenhuis in Beveren. Zijn uitvaart vanuit de Sint-Jozefkerk was op 4 april, zijn urn is bijgezet in de nieuwe begraafplaats van Sint-Niklaas.

## Discografie

### Singles
| Single met hitnotering(en) in oude hitlijsten | Datum van verschijnen | Datum van binnenkomst | Hoogste positie | Aantal maanden | Opmerkingen | Bron                 |
| --------------------------------------------- | --------------------- | --------------------- | --------------- | -------------- | ----------- | -------------------- |
| Waar en wanneer                               |                       | okt 1963              | 24              | 1M             |             | Muziek Expres Top 30 |

| Single met hitnotering(en) in de Vlaamse Ultratop 50 | Datum van verschijnen | Datum van binnenkomst | Hoogste positie | Aantal weken | Opmerkingen           |
| ---------------------------------------------------- | --------------------- | --------------------- | --------------- | ------------ | --------------------- |
| Cindy oh Cindy                                       |                       | apr 1957              | 2               | 4M           | in de Juke Box Top 20 |
| Hou Toch van Mij                                     |                       | mrt 1959              | 4               | 6M           | in de Juke Box Top 20 |
| Paola                                                |                       | jun 1959              | 7               | 4M           | in de Juke Box Top 20 |
| De gouden sleutel                                    |                       | 1961                  | x               | onbekend     |                       |
| Je laatste kus                                       |                       | 1961                  | x               | onbekend     |                       |
| Waar en Wanneer                                      |                       | jun 1963              | 3               | 6M           | in de Juke Box Top 20 |
| Alleen door jou                                      |                       | nov 1963              | 5               | 3M           | in de Juke Box Top 20 |
| Bella Maria                                          |                       | mrt 1964              | 16              | 1M           | in de Juke Box Top 20 |

1956: Fud Leclerc + Mony Marc · 
1957: Bobbejaan Schoepen · 
1958: Fud Leclerc · 
1959: Bob Benny · 
1960: Fud Leclerc · 
1961: Bob Benny · 
1962: Fud Leclerc · 
1963: Jacques Raymond · 
1964: Robert Cogoi · 
1965: Lize Marke · 
1966: Tonia · 
1967: Louis Neefs · 
1968: Claude Lombard · 
1969: Louis Neefs · 
1970: Jean Vallée · 
1971: Lily Castel & Jacques Raymond · 
1972: Serge & Christine Ghisoland · 
1973: Nicole & Hugo · 
1974: Jacques Hustin · 
1975: Ann Christy · 
1976: Pierre Rapsat · 
1977: Dream Express · 
1978: Jean Vallée · 
1979: Micha Marah · 
1980: Telex · 
1981: Emly Starr · 
1982: Stella · 
1983: Pas de Deux · 
1984: Jacques Zegers · 
1985: Linda Lepomme · 
1986: Sandra Kim · 
1987: Liliane Saint-Pierre · 
1988: Reynaert · 
1989: Ingeborg · 
1990: Philippe Lafontaine · 
1991: Clouseau · 
1992: Morgane · 
1993: Barbara · 
1995: Frédéric Etherlinck · 
1996: Lisa del Bo · 
1998: Mélanie Cohl · 
1999: Vanessa Chinitor · 
2000: Nathalie Sorce · 
2002: Sergio & The Ladies · 
2003: Urban Trad · 
2004: Xandee · 
2005: Nuno Resende · 
2006: Kate Ryan · 
2007: The KMG's · 
2008: Ishtar · 
2009: Copycat · 
2010: Tom Dice · 
2011: Witloof Bay · 
2012: Iris · 
2013: Roberto Bellarosa · 
2014: Axel Hirsoux · 
2015: Loïc Nottet · 
2016: Laura Tesoro · 
2017: Blanche · 
2018: Sennek · 
2019: Eliot · 
2021: Hooverphonic · 
2022: Jérémie Makiese · 
2023: Gustaph · 
2024: Mustii · 
2025: Red Sebastian
- International Standard Name Identifier: 0000 0004 0689 7410
- MusicBrainz: d7391495-c7d3-4495-9c7c-1c0581414a45
- Virtual International Authority File: 302893868